# Ancistronycha
Ancistronycha är ett släkte av skalbaggar som beskrevs av Johann Christian Friedrich Märkel 1852. Ancistronycha ingår i familjen flugbaggar.
Släktet innehåller bara arten Ancistronycha cyanipennis.